# Convicção
Um argumento é convincente se, e somente se, a hipótese das premissas do argumento tornariam a verdade da conclusão provável. Veja este exemplo:
Sem olhar, Laurêncio tirou 95 bolinhas de um saco de 100. Das bolinhas que Laurêncio tirou, 95 eram vermelhas.
Portanto, a próxima bola que Laurêncio puxar para fora da bolsa será vermelha.
A premissa da hipótese tornaria, realmente, a conclusão provável. Portanto, esse argumento é convincente.

## "Provável"
Não há um padrão fixado sobre qual deve ser a probabilidade de um argumento para ser dito "provável". Do mesmo modo que pode-se falar em diversos níveis de probabilidade, pode-se considerar distintas forças de convicção. A força da convicção, por isso, estabelece-se em função do grau de probabilidade.
Em um exemplo anterior, o feito de Laurêncio puxar para fora uma bola, a 96, e esta fosse vermelha seria a conclusão mais provável, e por isso o argumento mais forte. É importante notar que esta característica da convicção não é análoga a de validade, própria da lógica dedutiva, já que nela só aceita que um argumento seja válido, sem intermediários.

## Um bom argumento
Para que um argumento possa ser considerado um bom argumento, é necessário que este seja uma convicção sólida. Mas, estas não são as qualidades suficientes para isto, por exemplo, um argumento circular pode ser sólido, mas  certamente não é um bom argumento. De modo parecido, um argumento convincente pode cometer uma petição de princípio. Para que um argumento seja bom suas premissas devem satisfazer mais condições, de modo que sejam relevantes tanto para o contexto da argumentação, quanto para a conclusão do argumento.